# ГЕС Hol I
ГЕС Hol I – гідроелектростанція у південній частині Норвегії, за півтори сотні кілометрів на північний захід від Осло. Знаходячись перед ГЕС Hol II, становить перший ступінь однієї з двох верхніх гілок каскаду на річково-озерному ланцюжку Hallingdalsvassdraget, основну ланку якого складає річка Hallingdalselva, котра впадає праворуч у Драмменсельву (дренується до Drammensfjorden – затоки Осло-фіорду).

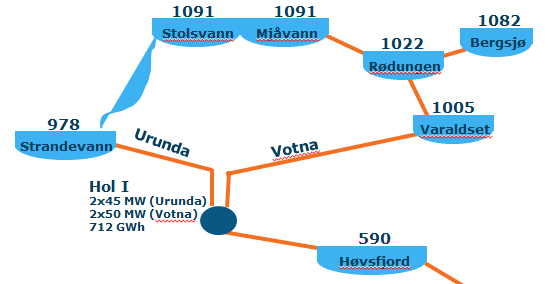
Вертикальна схема водосховищ станції

Електростанція має одразу два підвідні дериваційні тунелі та споживає ресурс зі сточища Holselva (впадає ліворуч в Усту, котра невдовзі після озера Strandafjorden переходить у Hallingdalselva) та верхів’я Вотни (ліва притока Hallingdalselva). 
Північно-західний тунель має довжину 17,2 км та перетин 22-24 м2 і починається у водосховищі Strandavatn, створеному на Storan – правому витоку Holselva. Strandavatn має припустиме коливання рівня поверхні в діапазоні 28 метрів та корисний об’єм 554 млн м3 (понад 60% загального об’єму резервуарів, котрі використовуються станцією Hol I). На своєму шляху до розташованого на лівому березі Holselva машинного залу тунель перетинає річку Урунда (лівий витік Holselva), в якій облаштовано додатковий водозабір.

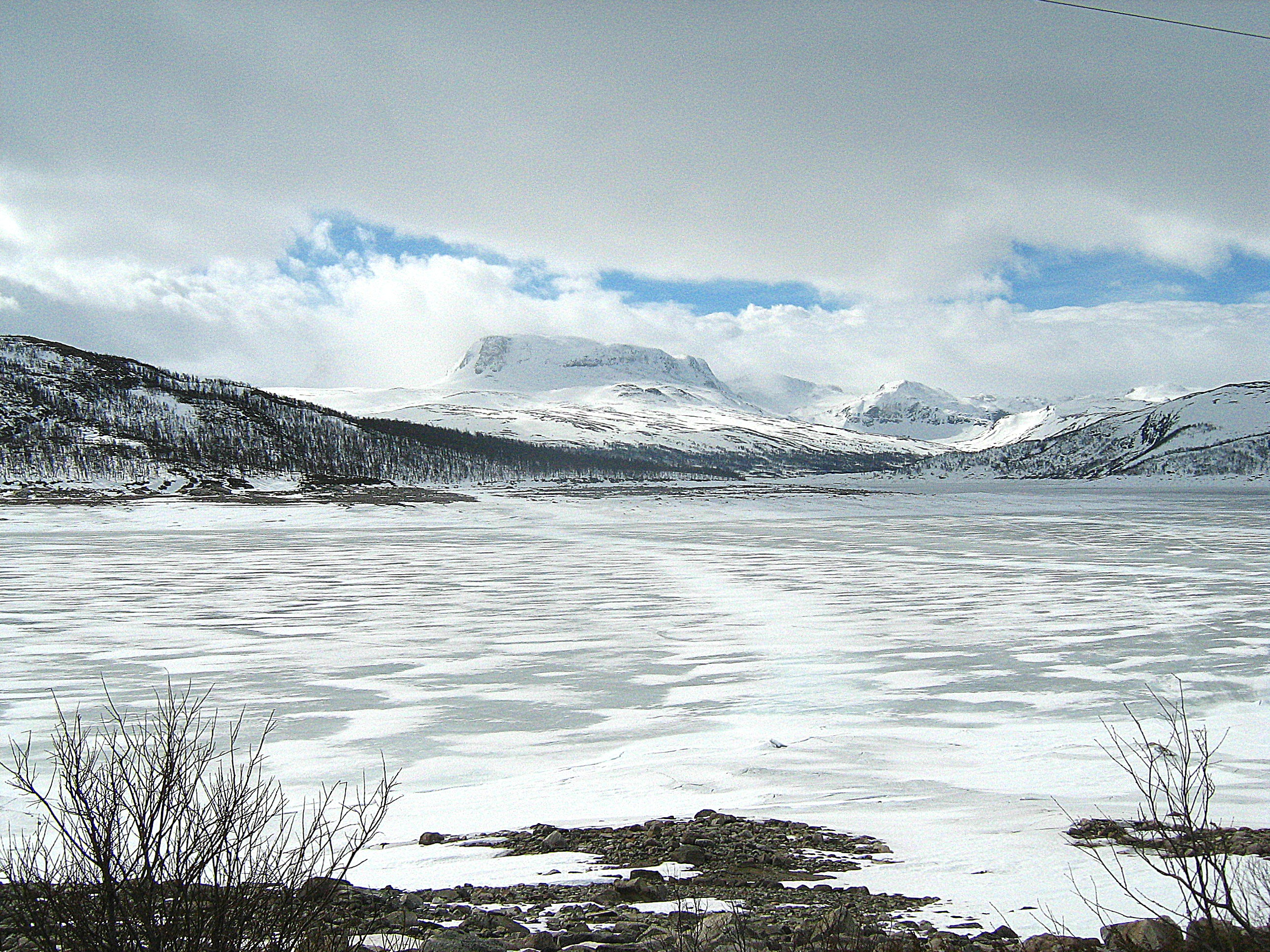
Замерзле озеро Strandavatn

Північно-східний тунель має довжину 4,5 км та прокладений від сховища Varaldsetvatn, розташованого на Varaldsetelva, правому витоку Вотни. Ця невелика водойма має коливання рівня поверхні в діапазоні 4 метри та об’єм 6 млн м3, і в основному використовується для транзиту ресурсу з інших сховищ системи. Дл цього Varaldsetvatn з’єднана тунелем із розташованим за 3 км сховищем Rødungen (створене на лівому витоку Вотни Rødungselva), а те в свою чергу сполучається тунелем із розташованим дещо більше за 1 км сховищем Bergsjø (дренується через Bergsjøelva, ліву притоку Rødungselva). Поверхня в Rødungen та Bergsjø регулюється в діапазоні 23 та 11 метрів відповідно, а об’єм при цьому складає 79 та 13 млн м3.
Між Strandavatn та описаною тільки що східною групою сховищ, на водорозділі сточищ Holselva та Вотни, створили водойму Stolsvatn, для чого звели одразу три греблі – Mjavatn (на виході з озера, що дренується протокою до Rødungen), Olsendvatn (живить ліву притоку Урунди) та Stolsvatn (у верхів’ї Урунди). Підпір від них утримує об’єднане сховище з коливанням рівня поверхні до 13 метрів та об’ємом 219 млн м3, ресурс з якого може спрямовуватись до обох дериваційних тунелів через природні шляхи дренажу – Урунду та озеро Rødungen.

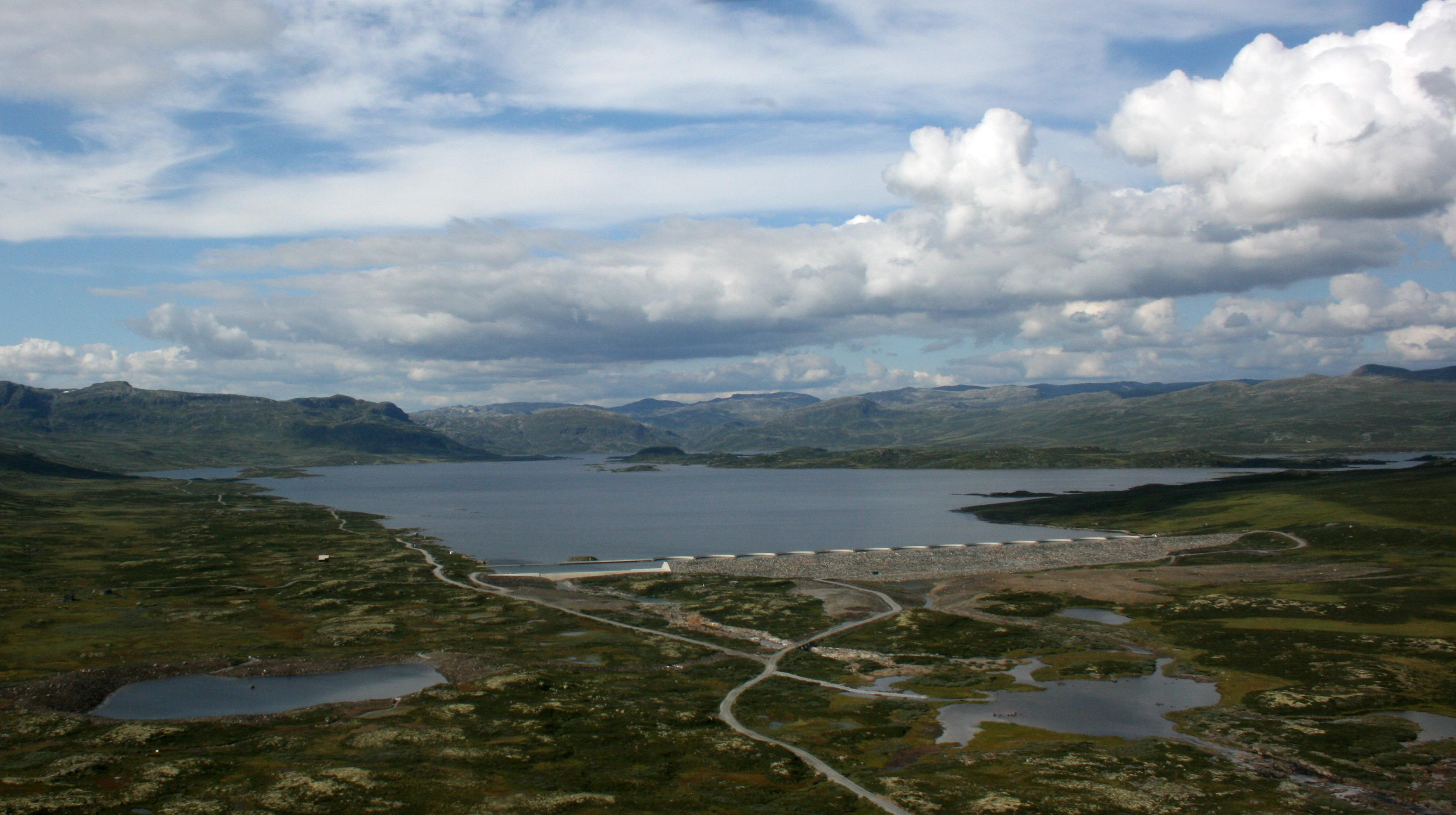
Обидві греблі Stolsvatn - за насипною спорудою видно арки старої греблі

Можливо відзначити, що зведену у 1948 році греблю Stolsvatn первісно виконали як бетонну багатоаркову споруду з 13 секцій довжиною по 40 метрів. З урахуванням бічних ділянок (бетонна гравітаційна та земляна з бетонним каркасом) загальна довжина греблі становила 730 метрів при висоті до 18 метрів. На початку 2000-х через побоювання за міцність споруди її вирішили замінити (доповнити) новою кам’яно-накидною висотою 22 метри та довжиною 600 метрів, яка потребувала 360 тис м3 породи та 4,5 тис м3 бетону. Проект завершили у 2009 році.

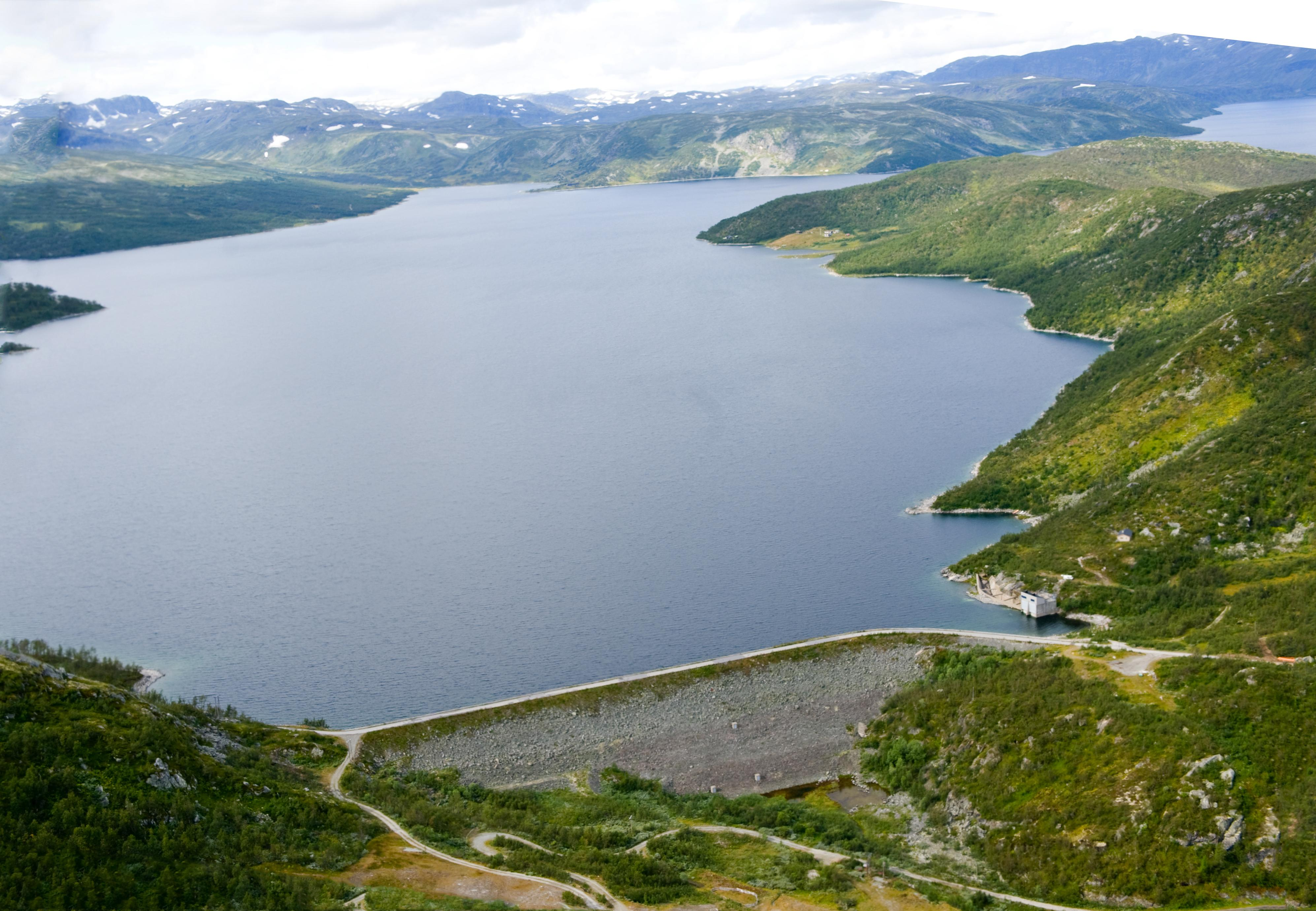
Гребля та сховище Strandavatn

Що стосується інших гребель, то на виході з Olsendvatn та Mjavatn зведено бетонні гравітаційні споруди, більшою з яких є перша – вона має висоту 10 метрів та довжину 400 метрів. Розташоване нижче від Mjavatn сховище Rødungen утримують одразу дві греблі, при цьому та, що перекриває вихід  Rødungselva, виконана як аркова бетонна. Західне ж сховище Strandavatn створене за допомогою кам’яно-накидної греблі висотою 40 метрів та довжиною 370 метрів.

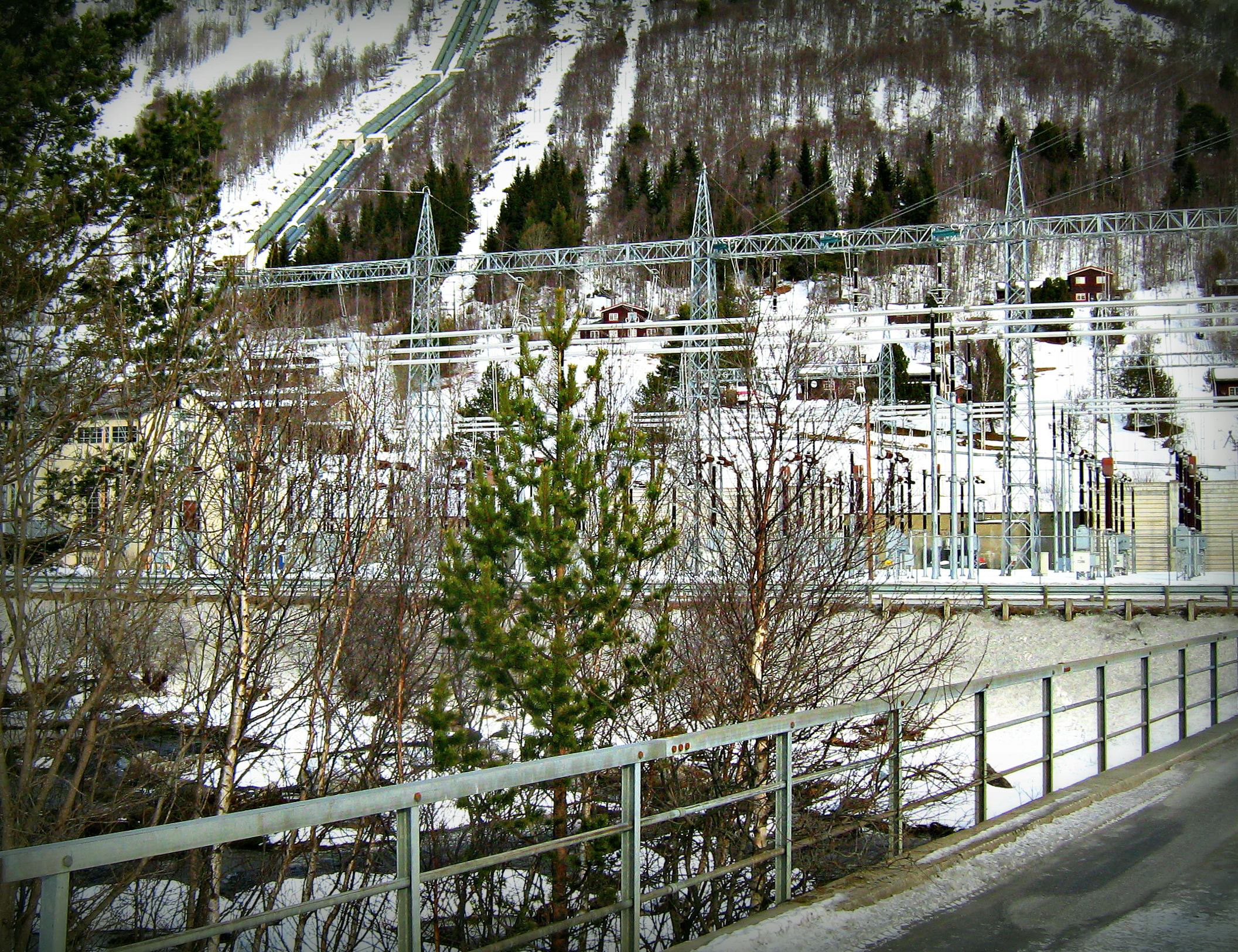
Трансформаторний майданчик та водоводи ГЕС

Рішення про спорудження ГЕС прийняли за кілька місяців до німецького вторгнення у 1940 році. Будівництво стартувало у вересні 1940-го вже в умовах окупації, проте за три роки було зупинене. Роботи відновились після звільнення, у 1945-му. Першою в експлуатацію в 1949-му ввели частину станції, розраховану на використання ресурсу з Вотни. Для цього встановили дві турбіни типу Френсіс потужністю по 45 МВт, які працюють при напорі у 408 метрів. У 1954 та 1956 роках запустили ще дві турбіни того ж типу потужністю по 50 МВт, котрі живляться через північно-західний тунель та працюють при напорі у 380 метрів. Разом це обладнання виробляє 712 кВт-год електроенергії на рік.
Відпрацьована вода потрапляє у Holselva по відвідному тунелю довжиною 0,23 км.
Видача продукції відбувається по ЛЕП, розрахованій на роботу під напругою 220 кВ.
Можливо відзначити, що існують плани спорудження ГАЕС Flyane, яка б використовувала два вже існуючі сховища – Strandavatn та Stolsvatn, як нижній та верхній резервуари відповідно. Також можливе спорудження третього дериваційного тунелю напряму від Stolsvatn, що дозволить використати додаткові 86 метрів напору (різниця у рівнях Stolsvatn та Varaldsetvatn). 